# Liste der Monuments historiques in Thannenkirch
Die Liste der Monuments historiques in Thannenkirch führt die Monuments historiques in der französischen Gemeinde Thannenkirch auf.

## Liste der Objekte
| Bezeichnung                                        | Beschreibung                                             | Standort                           | Kennzeichnung | Schutzstatus | Datum | Bild |
| -------------------------------------------------- | -------------------------------------------------------- | ---------------------------------- | ------------- | ------------ | ----- | ---- |
| Flachrelief Heiliger Wendelin                      | mit Rahmen; Holz, farbig gefasst und vergoldet, vor 1773 | in der Kirche Ste-Catherine (Lage) | PM68001176    | Inscrit      | 1982  |      |
| Flachrelief Heilige Odilie und heiliger Augustinus | mit Rahmen; Holz, farbig gefasst und vergoldet, vor 1773 | in der Kirche Ste-Catherine (Lage) | PM68001175    | Inscrit      | 1982  |      |